# And the Anonymous Nobody...
And the Anonymous Nobody... è un album in studio del gruppo hip hop statunitense De La Soul, pubblicato nel 2016.

## Tracce
1. Genesis (featuring Jill Scott) – 1:36
2. Royalty Capes – 3:46
3. Pain (featuring Snoop Dogg) – 4:39
4. Property of Spitkicker.com (featuring Roc Marciano) – 5:32
5. Memory of… (Us) (featuring Estelle & Pete Rock) – 4:55
6. CBGB's – 1:20
7. Lord Intended (featuring Justin Hawkins) – 7:16
8. Snoopies (De La Soul & David Byrne) – 4:15
9. Greyhounds (featuring Usher) – 5:26
10. Sexy Bitch – 1:31
11. Trainwreck – 3:17
12. Drawn (featuring Little Dragon) – 5:33
13. Whoodeeni (featuring 2 Chainz) – 4:31
14. Nosed Up – 3:57
15. You Go Dave (A Goldblatt Presentation) (featuring David Goldblatt) – 1:20
16. Here in After (featuring Damon Albarn) – 5:41
17. Exodus – 3:24